# Telde
Telde est une commune de la communauté autonome des Îles Canaries en Espagne. Elle est située à l'est de l'île de Grande Canarie dans la province de Las Palmas.

## Géographie

### Localisation

Localisation de l'île de Grande Canarie dans les Îles Canaries.
Localisation de Telde dans l'île de Grande Canarie.

| Santa Brígida               | Las Palmas de Gran Canaria | Océan Atlantique |
| Valsequillo de Gran Canaria | Telde                      | Océan Atlantique |
|                             | Ingenio                    | Océan Atlantique |

### Transports

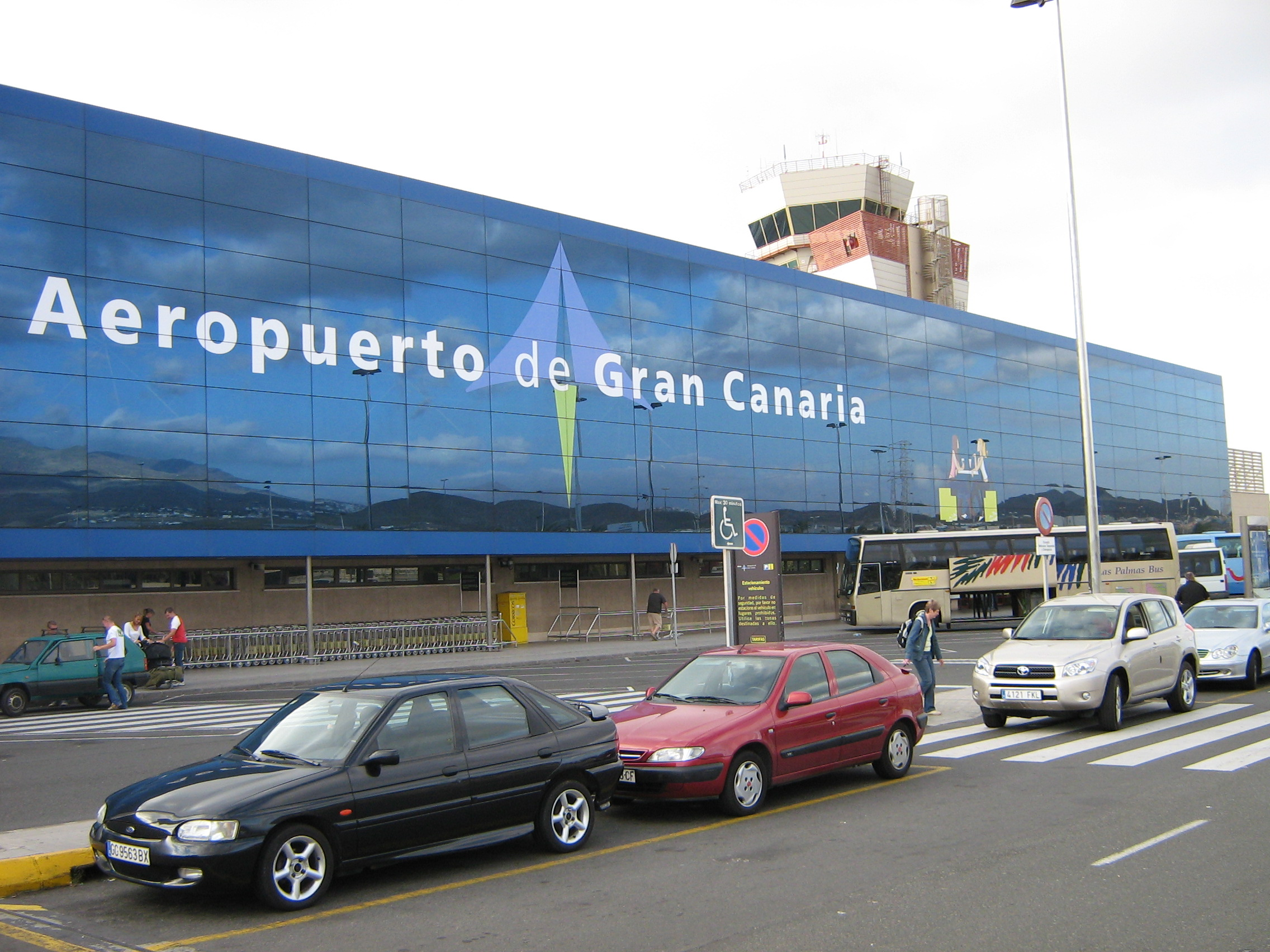
L'aéroport de Grande Canarie situé sur la commune de Telde.

- Route ancienne Gran Canaria - Puerto Rico
- GC-1 (autoroute)
- GC-4
- GC-5
- Aéroport de Gran Canaria
- Le projet de train de Grande Canarie desservirait Telde ainsi que l'aéroport.

## Histoire
Telde provient étymologiquement de la langue des berbères guanches, qui furent les premiers habitants des Canaries. Telde se traduit par « ouverte ».

## Démographie
| Année | Population | Densité    |
| ----- | ---------- | ---------- |
| 1587  | 1 350      | 13,17/km²  |
| 1768  | 5 664      | 55,29/km²  |
| 1842  | 12 027     | 117,42/km² |
| 1900  | 9 042      | 88,27/km²  |
| 1920  | 14 539     | 141,94/km² |
| 1940  | 22 675     | 221,37/km² |
| 1960  | 32 137     | 313,75/km² |
| 1981  | 62 509     | 610,26/km² |
| 1996  | 84 389     | 823,87/km² |
| 2002  | 91 160     | 889,97/km² |
| 2004  | 94 862     | 926,12/km² |
| 2006  | 97 525     | 952,11/km² |
| 2007  | 98 399     | 960,65/km² |
| 2008  | 99 201     | 968,47/km² |
| 2009  | 100 015    | 976,42/km² |

## Culture et arts
- La célèbre statue Neptuno del Puntón de l'artiste Luis Arencibia est exposée au large de la plage de Melenara[1] située sur la commune[2].

## Personnalités liées à la commune
- Doramas (1450-1480), chef guerrier guanche et chef aborigène de l'île de la Grande Canarie, en Espagne, né à Telde[3] ;
- Luis Arencibia, sculpteur, né dans la ville en 1946, auteur de l'œuvre célèbre Neptuno del Puntón ;
- José Vélez, musicien et chanteur, né dans la ville en 1951, personnalité du Concours Eurovision de la chanson 1878 avec le succès européen Bailemos un vals ;
- David Marrero, joueur de tennis, né dans la ville en 1980 ;
- David Vega Hernández, joueur de tennis, né dans la ville en 1994[4].